# Hamid Idris Awate
Hamid Idris Awate (10 avril 1910 - 28 mai 1962) est le fondateur de l'armée érythréenne (la branche armée du Front de libération de l'Érythrée) et un symbole de la lutte pour l'indépendance de l'Érythrée.

## Début de la vie en Érythrée italienne
Awate est né en 1910 à Gerset, situé entre Tessenei et Golluj dans le sud-ouest de l'Érythrée italienne. Son père, un paysan, le forme dès son enfance à l'utilisation des armes à feu. Hamid est d'origine tigré et nara.
En 1935, Hamid est enrôlé par les Italiens pour servir dans l'armée coloniale des Ascaris érythréens (Àscari). Outre sa maîtrise de l'arabe, du tigré, du tigrinya, du nara, du hedareb et du kunama, Hamid apprend très bien l'italien en peu de temps et est envoyé à Rome pour suivre un cours de renseignement militaire.
À son retour d'Italie, il est nommé officier de sécurité dans l'ouest de l'Érythrée. Peu après, il sert comme chef adjoint (maire) de la ville de Kassala (Soudan) et de ses environs pendant la brève occupation italienne de cette ville en 1940/1941, au début de la Seconde Guerre mondiale. En tant que maire de Kassala, il promeut l'union politique de cette ville à son pays, l'Érythrée, mais les offensives alliées de la fin janvier 1941 l'obligent à y renoncer.
Il combat en tant qu'ascari érythréen lors de la bataille de Keren pendant la Seconde Guerre mondiale et participe à la campagne de guérilla italienne en Érythrée contre les forces alliées avec les cavaliers d'Ali Gabre.
Après que les Italiens ont été complètement chassés d'Érythrée, Hamid s'installe dans l'ouest de l'Érythrée, mais il finit par entrer en conflit avec les autorités britanniques et entame une campagne armée de résistance contre le contrôle de l'Érythrée par la Grande-Bretagne de 1942 à 1948. Parallèlement, le mouvement indépendantiste érythréen prend forme et travaille à faire de l'Érythrée un pays indépendant par des moyens pacifiques plutôt que de rejoindre l'Éthiopie, pays enclavé.
En 1948, Hamid Idris Awate et sa faction armée concluent un accord de trêve avec les autorités britanniques.

## Résistance contre l'Éthiopie
En 1958, un groupe d'exilés érythréens au Caire fonde le Mouvement de libération de l'Érythrée sous la direction de Hamid.
C'est également dans la capitale égyptienne qu'un groupe de jeunes étudiants et intellectuels érythréens se réunit et forme le Front de libération de l'Érythrée (Eritrean Liberation Front - ELF) en juillet 1960.
De retour au pays, les autorités érythréennes se méfient des mouvements et des activités de Hamid et le surveillent de près. Les forces de police érythréennes ont prévu d'arrêter Hamid dans son village en août 1961. La Turquie explique que les Éthiopiens ont déployé une grande quantité de forces de police mais que leurs plans ont été déjoués par un musulman érythréen au sein de la police érythréenne qui a informé Hamid plus tôt de ce plan. Hamid fuit alors vers le Mont Adal, situé à l'ouest d'Agordat.
La décision de Hamid d'entamer une résistance armée est prise après une longue période de délibérations avec d'autres musulmans. Dans une interview accordée à Eritrea Al-haditha, numéro 75, deuxième année, le pionnier Mohammed Al-Hassan Dohen, ami de longue date de Hamid et assistant de ce dernier lorsqu'il était chef de district, déclare : "En 1960, Idris Mohammed Adem a envoyé un message à Hamid. Hamid Awate m'a dit qu'Idris Mohammed Adem lui demandait de déclarer la lutte armée, mais qu'il n'était pas prêt à le faire à ce moment-là. Après quatre mois, Mohammed Al-Shiekh Daood est venu et a demandé à Hamid de déclarer la révolution. Hamid a accepté de mener la lutte armée et de déclarer la révolution mais a demandé de l'argent et des armes tant qu'il était un hors-la-loi notoire. Mohammed Al-Shiekh Daood a bravé Hamid avec de vieilles armes, trois fusils à cinq balles "abu khamsa" et lui a donné 3 Birr avec du sucre et du thé, tout a été fourni par les musulmans égyptiens. En outre, Ibrahim Mohammed Ali a apporté deux fusils".
Le 1er septembre 1961, onze rebelles dirigés par Hamid attaquent des postes de police dans l'ouest de l'Érythrée, dont un sur le mont Adal. Une bataille féroce s'ensuit entre les forces de police de Hamid et celles de l'Érythrée. Elle dure 30 minutes et se termine par une impasse.

## Décès
Le 27 mai 1962, Awate dit à son unité qu'il ne se sentait pas bien. Son état commence à se détériorer rapidement. On dit qu'Awate a appelé le pionnier Kiboob Hajaj et lui a donné son arme bien-aimée en insistant sur la poursuite de la révolution. Le lendemain matin, Awate meurt ; ses compagnons l'enterrent secrètement et ne révèlent sa mort que quatre ans plus tard.
Une statue est érigée par le gouvernement érythréen le 1er septembre 1994 sur sa tombe.
Le 16 octobre 2011, le héros national érythréen, Hamid Idris Awate, a été honoré par la ville de Cologno Monzese près de Milan qui a dédié un arbre à son nom dans la zone du parc Aldo Moro appelée "Jardin des Justes du Monde". Le héros érythréen Hamid est l'une des neuf personnes qui ont été honorées par la dédicace de neuf arbres pour leurs services et leurs sacrifices pour la justice. Padre Marino Haile était l'un des participants à la cérémonie à Cologno Monteze. De nombreux amis de l'Érythrée ont assisté à la cérémonie avec des ressortissants érythréens, dont M. Kidanemariam Michael, président du Conseil municipal pour la paix de Cologno et le Dr Seghid Herui.
Même en Italie, Hamid est célébré par les associations italo-érythréennes.